# Archidiocèse de Tirana-Durrës
L'archidiocèse de Tirana-Durrës (en latin : Archidioecesis Tiranensis-Dyrracena) est la plus importante circonscription ecclésiastique de l’Église catholique en Albanie. Le diocèse de Durres (Dyrrachion) de grande ancienneté (IVe siècle) devient en 1992 l’archidiocèse de Tirana-Durrës. L’archidiocèse a deux suffragants : le diocèse de Rrëshen et l'administration apostolique d'Albanie méridionale. Arjan Dodaj en est le titulaire depuis 2021.

## Histoire
Le diocèse de Durrës – ancienne ville grecque -  a des origines anciennes. Selon la tradition, le premier évêque fut un ‘saint Césaire’, membre du groupe des septante (ou septante-deux) disciples mentionnés dans l’évangile de saint Luc (Lc 10:1). Toujours selon la tradition, saint Astius (Asti), successeur de saint Césaire à Durrës, aurait subi le martyre sous l'empereur Trajan vers l'an 117.
Le premier évêque historiquement documenté, car présent au Concile d'Éphèse en 431, est  un certain ‘Eucaire’. Déjà à cette époque, Durrës était le siège métropolitain de l'Épire nouvelle, une province également appelée Illyrie grecque. D’après la Notitia Episcopatuum attribuée à l'empereur Léon VI (début du Xe siècle), quatre diocèses suffragants dépendaient de Durrës : Stefaniaco (supprimé), Chunavia (supprimé), Croia (Kruja) et Elissos (Lezhë).
Au cours des siècles qui suivent le siège épiscopal de Durrës fut longtemps disputé entre les Grecs, les Bulgares et les Serbes. Finalement les Grecs l'emportèrent et Durrës fut soumis à l'autorité  patriarcale de Constantinople. Au XIe siècle, les évêques de Durrës suivirent Michel Cérulaire dans son schisme. Ce qui créa une rupture.
En 1209, après la conquête de Constantinople par les Croisés, un archidiocèse de rite latin fut érigé qui devint le siège métropolitain. Il coexistait avec l'ancien diocèse de rite byzantin, qui ne fut jamais supprimé.
Le siège perd de son importance et en 1400, il n’est plus métropolitain tout en restant ‘archiépiscopal’.  Durant la domination ottomane, à partir de 1501, la succession épiscopale est interrompue à plusieurs reprises pour des raisons politiques, et les évêques changent de lieu de résidence : ils s'installent à Corbina en 1509 et de là à Canovie. Au début du XXe siècle, les archevêques de Durrës résidaient encore à Delbnisht (Delbenisti).

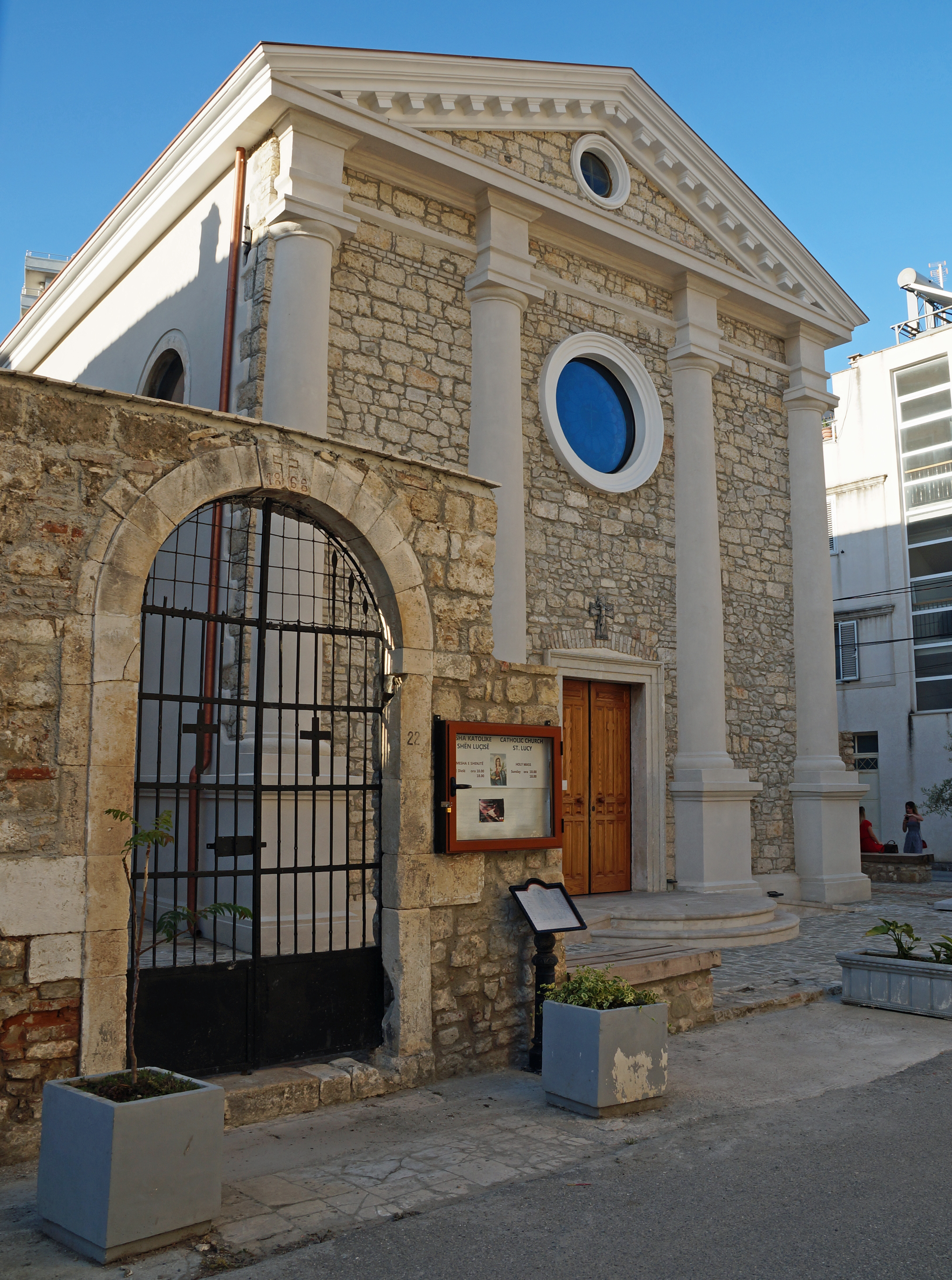
La cocathédrale Sainte-Lucie de Durrës

Après quelques remembrements, en 1640,  puis – au vingtième siècle – en 1926 et 1939, l’archidiocèse reste vacant du 18 avril 1958 à 1992, durant tout le régime communiste ouvertement athée de Enver Hoxha. Après la condamnation et assassinat de l’archevêque franciscain Vinçens Prenushi, en 1949, le siège est vacant. Un administrateur apostolique est nommé en 1958.
Avec le rétablissement de la liberté religieuse un évêque Mgr Rrok Kola Mirdita, est nommé le 25 décembre 1992 et l’archidiocèse est renommé Durrës-Tirana, cette dernière ville étant devenue plus importante et capitale de l’Albanie moderne. Le 7 décembre 1996 une partie du diocèse, avec le territoire de l’ancienne Abbaye territoriale d'Orosh  (supprimée) forment le nouveau diocèse de Rrëshen.
Le 25 janvier 2005, par décision du pape Jean-Paul II (bulle Solet Apostolica Sedes) l’archidiocèse redevient métropolitain et son nom est modifié en ‘Tirana-Durrës’, l’adaptant à la réalité géopolitique actuelle. La cathédrale Saint-Paul se trouve à Tirana et la cathédrale Sainte-Lucie, à Durrës, est devenue cocathédrale. L’archidiocèse compte une vingtaine de paroisses.  Les diocèses suffragants sont Rrëshen et ‘Albanie méridionale’. 

## Évêques et archevêques

### Selon la tradition
- Saint Césaire, un des septante-deux disciples
- Saint Astius, évêque et martyr en 115

### Archevêques grecs
- Eucaire (mentionné au concile de Nicée, en 431)
- c.449 – c.458 : Lucas
- c.1030 – 1054 : Laurent (schismatique en 1054)

### Archevêques latins
- c.1209 – 1211 : Manfredo

### À partir du XVIIIe siècle
- mars 1700-1720 : Pedro Zumi
- septembre 1720-1737: Peter Scurra
- janvier 1739-février 1752: Giovanni Galata
- décembre 1752 - mai 1774 : Nicolò Angelo Radovani
- juin 1774 – 1808 : Tommaso Mariagni
- 1808 – aout 1836:  Paolo Galata
- juin 1838 – mai 1843 :  Nicola Bianchi
- novembre 1844 – juin 1847 :  Giorgio Labella OFM Ref.
- décembre 1847 – novembre 1892 : Raffaele D'Ambrosio, OFM Ref.
- juillet 1893 – juin 1922 : Primo Bianchi
- juin 1922 – octobre 1928 : Francesco Melchiori OFM.
- mai 1929 – juillet 1939 : Pjetër Gjura
- juin 1940 – mars 1949: Vinçens Prenushi OFM.
- 1949 – 1992 : Siège vacant
  - avril 1958 – 1991 : Nikolle Troshani, administrateur apostolique
- décembre 1992 – 12 décembre 2015 : Rrok Kola Mirdita
- 3 décembre 2016 - 30 novembre 2021: Georges Anthony Frendo
- depuis le 30 novembre 2021: Arjan Dodaj